# Sœurs Soong

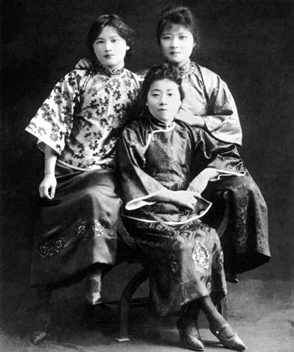
Les trois sœurs Soong.

Les sœurs Soong (chinois traditionnel: 宋家姐妹, pinyin: Sòngjiā Jiěmèi, ou 宋氏三姐妹) sont trois Chinoises originaires de Hainan qui épousèrent chacune trois des plus importantes figures de la Chine du XXe siècle. À travers leur influence sur leurs maris, elles jouèrent un grand rôle dans l'histoire de la Chine.
Leur père est Charles Soong, ministre du culte méthodiste qui avait fait fortune dans l'imprimerie, et leur mère est Ni Kwei-tseng (倪桂珍 Ní Guìzhēn), dont la mère, Dame Xu, était une descendante du mathématicien Xu Guangqi  de la dynastie Ming, qui avait été converti au christianisme par les Jésuites. Elles étudièrent toutes les trois aux États-Unis, au collège Wesleyan (en). Leurs trois frères, dont T. V. Soong, ocupèrent chacun des postes de haut rang dans le gouvernement de la république de Chine.

## Histoire

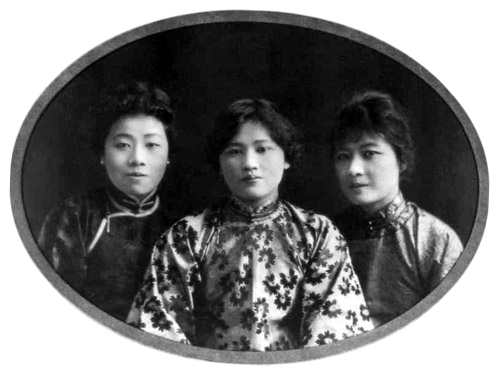
Les sœurs Soong dans leur jeunesse.

Tout au long de leurs vies, chacune des sœurs suivit ses propres convictions entre le Kuomintang et le Parti communiste chinois. Dans les années 1930, Soong Ai-ling et sa sœur May-ling étaient les deux femmes les plus riches de Chine. Les deux soutenaient les nationalistes contre les communistes.
En 1937, lorsqu'éclate la seconde guerre sino-japonaise, les trois sœurs se réunissent après une séparation de 10 ans afin d'unir les nationalistes et les communistes contre l'armée impériale japonaise. Soong Ai-ling se dévoue personnellement à des actions charitables comme aider les soldats blessés, ou les réfugiés et les orphelins. Elle donne cinq ambulances et 37 camions à l'armée à Shanghai et à l'armée de l'air, avec en plus 500 uniformes en cuir.
Lorsque les Japonais occupent Nankin et Wuhan, les trois sœurs se réfugient à Hong Kong. En 1940, elles retournent à Chongqing et établissent les coopératives industrielles chinoises (en), qui ouvrent des possibilités de travail aux personnes sachant tisser, coudre, ou autre. Les sœurs visitent fréquemment des écoles, des hôpitaux, des orphelinats, des abris antiaériens, et aident les communautés déchirées par la guerre sur leur chemin. Alors que les deux parties échouent à s'unir au moment le plus critique dans les années 1940, les sœurs font un effort important en finançant et assistant toutes les activités nationales.

## Les trois sœurs
| Nom français     | Nom chinois          | Description |
| ---------------- | -------------------- | --- |
| Soong Ai-ling    | 宋藹齡 Sòng Ǎilíng   | L'ainée (1890–1973). Elle épouse un riche homme d'affaires et ministre des Finances de Chine, Kong Xiangxi. |
| Soong Ching-ling | 宋慶齡 Sòng Qìnglíng | La seconde (1893–1981). Elle épouse le premier président de la république de Chine, Sun Yat-sen, au Japon le 25 octobre 1915. Elle devient présidente de la république populaire de Chine avec Dong Biwu de 1968 à 1972 et présidente honoraire en 1981, juste avant l'adoption de la constitution en 1982. |
| Soong May-ling   | 宋美齡 Sòng Měilíng  | La plus jeune (1898–2003). Elle mène une carrière politique et épouse son partenaire du Kuomintang, le « Généralissime » des armées chinoises, et plus tard président de la république de Chine, Chiang Kaï-shek.                                                                                           |

Leurs mariages et leurs motivations supposées sont résumées dans le dicton maoïste « La première aimait l'argent, la deuxième la Chine, la troisième le pouvoir » (yìge aì qián, yìge aì gúo, yìge aìquán 一個愛錢，一個愛國，一個愛權), en faisant référence dans l'ordre à Ai-ling, Ching-ling et May-ling.

## Dans la culture populaire

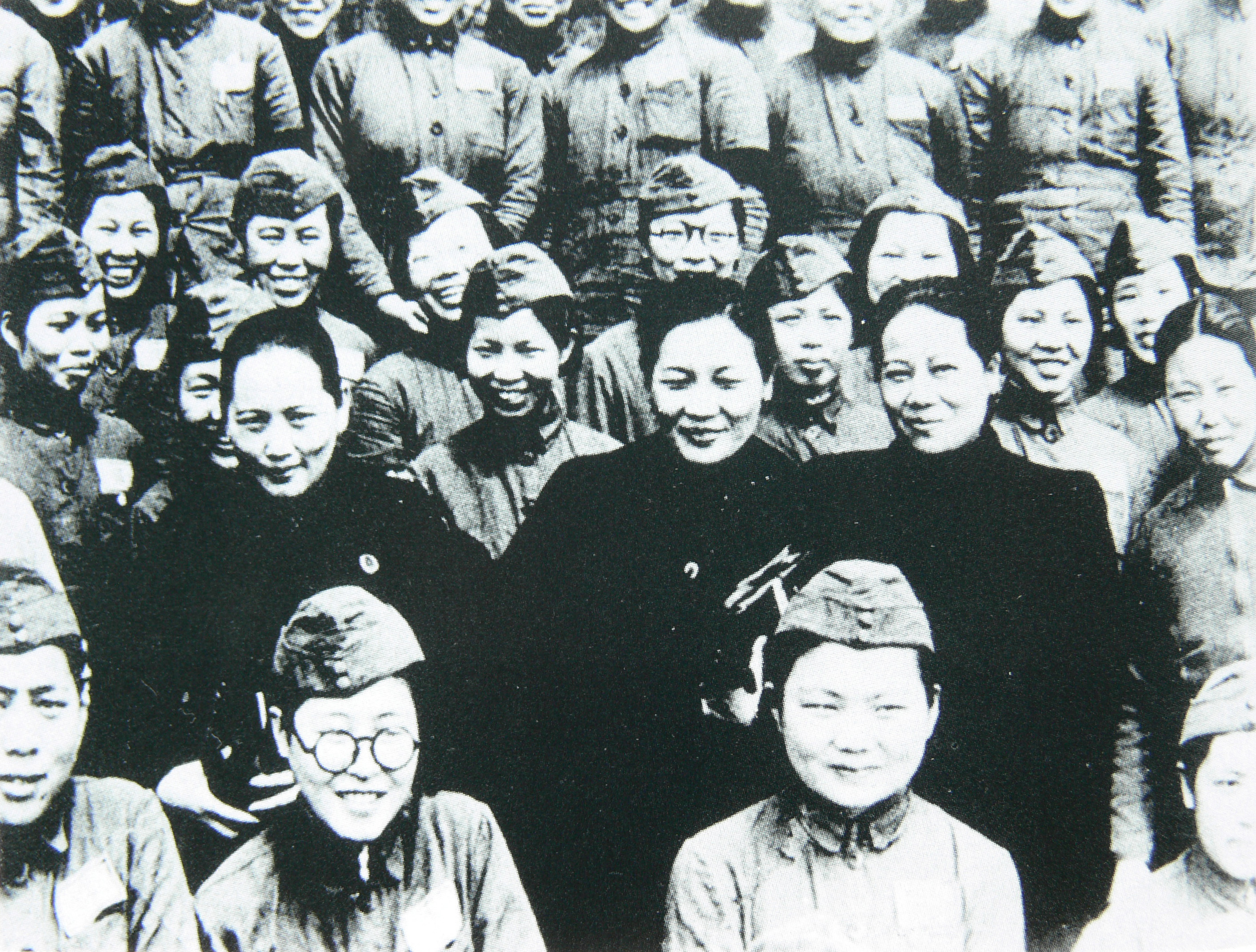
Les sœurs Soong rendant visite à des femmes soldats nationalistes.

- Les Sœurs Soong, film biographique hongkongais de Mabel Cheung de 1997.
- Les Sœurs Soong , livre de 1941 d'Emily Hahn.
- La Dynastie Soong , livre de 1985 de Sterling Seagrave (en).